# 단문화주의
단문화주의(單文化主義, 영어: mono-culturalism)의 '단문화'라는 뜻은 '홑 단(單)'자에 '문화(文化)'라는 말이 붙은 말로 한 나라나 지역의 문화는 하나여야 한다는 생각이다. 다문화주의에 반대된다.
단문화주의는 다른 문화를 배척함으로써 국가나 지역의 고유한 문화적 순수성을 유지하려고 한다. 단문화주의는 거의 인종적인 동질성, 민족주의적 경향, 지리적인 격리, 정치적인 격리, 혹은 가끔은 전체주의 정권의 조건에서 일어나기 쉽다.

## 같이 보기
- 민족다원주의
- 자문화보호주의
- 다인종주의(영어판)
- 다민족주의(multi-ethnicism)
- 다문화주의의 비판(영어판)
- 다문화주의와 이슬람(영어판)
  - 런더니스탄(영어판)
- 병행사회(영어판)
- 주도문화(영어판)
- 다문화주의
- 문화 상대주의
- 반세계화운동
- 반문화
- 프리캐러티(영어판)
  - 프리캐리어트
- 세계시민주의
- 국민 건설
- 우생학
  - 일본인종 개량론(日本人種改良論)
- 복문화주의
- 인종국민주의
- 범국민주의
- 분할통치